# Euphorbia amarifontana
Euphorbia amarifontana är en törelväxtart som beskrevs av Nicholas Edward Brown. Euphorbia amarifontana ingår i släktet törlar, och familjen törelväxter. Inga underarter finns listade i Catalogue of Life.